# Gunnar Huss
Erik Gunnar Huss, född 21 december 1871 i Lövångers församling i Västerbotten, död 6 december 1939 i Stockholm, var en svensk ämbetsman.
Huss blev filosofie doktor vid Uppsala universitet 1902 med avhandlingen Undersökning öfver folkmängd, åkerbruk och boskapsskötsel i landskapet Västerbotten och anställdes samma år i Kommerskollegium, där han blev aktuarie 1904 och extraordinarie sekreterare 1909. I den 1912 upprättade Socialstyrelsen blev Huss byråchef och chefens ställföreträdare, 1919 tillförordnad generaldirektör samt generaldirektör och chef 1921. Huss anlitades ofta som sakkunnig i sociala frågor och var bland annat ledamot av 1913 års alkoholistanstaltskommitté och arbetsfredsdelegationen 1926. En betydelsefull gärning utförde Huss som Sveriges främste expert på arbetslöshetsfrågan. Han tillhörde 1914–1923 Statens arbetslöshetskommission och var dess ordförande från 1931. Han var vidare ordförande i 1927 års arbetslöshetsutredning. Huss är gravsatt på Norra begravningsplatsen utanför Stockholm.